# Gervin (évêque d'Amiens)
Pour les articles homonymes, voir Gervin (homonymie).
Gervin (évêque d'Amiens) ne doit pas être confondu avec Gervin, qui était son oncle et son prédécesseur à la tête de l'abbaye de Saint-Riquier.
Gervin  né à Laon au XIe siècle - mort en 1104 à l'abbaye de Marmoutier, fut abbé de l'abbaye de Saint-Riquier puis évêque d'Amiens.

## Biographie

### Abbé de Saint-Riquier
Gervin fils de Haimon et de Rosseline était moine à l'abbaye Saint-Remi de Reims puis succéda à son oncle Gervin à la tête de l'abbaye de Saint-Riquier après que celui-ci eût résigné sa charge. Il utilisa les revenus de son abbaye pour se faire élire évêque d'Amiens.

### Évêque d'Amiens

#### Les accusations de simonie
Il devint évêque d'Amiens en 1091 tout en restant à la tête de l'abbaye de Saint-Riquier. Il fut accusé de simonie par les moines  et les chanoines du chapitre cathédral. Muni de lettres de recommandation de l'archevêque de Reims, il s'en fut à Rome pour obtenir confirmation de son élection par le pape Urbain II.
Au concile de Reims de 1094, il fut de nouveau accusé de simonie et s'en retourna alors vers le pape qui lui renouvela par écrit sa confiance. 

#### Condamnation au concile de Clermont
Mais, en 1095, au concile de Clermont, Gervin fut contraint par Urbain II de se démettre de son abbatiat de Saint-Riquier sur plaintes réitérées des moines de cette abbaye. Dans sa sentence, le pape  précisait qu'il le privait de toute dignité parce qu'il avait mal acquis son évêché, parce qu'il avait enlevé les ornements de l'abbaye de Saint-Riquier et exilé les moines qui s'opposaient à ses exactions... 

#### Déposition et pénitence
Gervin abandonna donc l'évêché d'Amiens en 1100 après avoir tenté de garder secrète sa condamnation,.
Au concile de Poitiers, il fut contraint de faire pénitence de ses fautes et pour ce faire se retira à l'abbaye de Marmoutier près de Tours où il finit ses jours en 1104.